# Fuchsia scherffiana
Espèce
Statut de conservation UICN

 EN  : En danger
Fuchsia scherffiana est une espèce de plante à fleurs de la famille des Onagraceae. Il est également appelé Fuchsia de Scherff, parmi de nombreux autres noms communs.

## Description
Il s'agit d'un arbuste rampant.
qui atteint généralement une hauteur de 2 m.  Il est pourvu de petites feuilles ovales. La fleur de Fuchsia scherffiana est une petite fleur tubulaire avec un pétale rose vif et un centre blanc. La graine est une petite graine noire et brillante. Les plantules sont petites, avec une seule tige longue et mince et quelques petites feuilles.

## Répartition
Ce taxon se rencontre dans le pays suivant : Équateur. Il pousse principalement dans le biome tropical  dans les forêts humides et ombragées.

## Utilisation
Fuchsia scherffiana est une plante ornementale populaire utilisée dans les jardins et les parcs. Elle a de belles fleurs roses et est connue pour attirer les colibris et les papillons. Elle est également utilisée à des fins médicinales, notamment pour traiter les infections cutanées, les plaies et les inflammations.

## Systématique
Le nom correct complet (avec auteur) de ce taxon est Fuchsia scherffiana André.